# Proletarsk
Proletarsk (ros. Пролетарск) — miasto (od 1970) w Rosji, administracyjne centrum Proletarskiego rejonu w obwodzie rostowskim.
Miasto znajduje się 230 km na południowy-wschód od Rostowa nad Donem przy autostradzie Rostów-Baku.
Przez miasto płynie rzeka Zachodni Manycz - lewy dopływ Donu.